# Víctor Pacheco
Víctor Danilo Pacheco Bustamente (24 de setembro de 1974) é um ex-futebolista profissional colombiano que atuava como meia.

## Carreira
Víctor Pacheco representou a Seleção Colombiana de Futebol nas Olimpíadas de 1992.